# Пиндин
Пинди́н (кит. упр. 平定, пиньинь Píngdìng) — уезд городского округа Янцюань провинции Шаньси (КНР).

## История
При империи Западная Хань в этих местах был создан уезд Шанъай (上艾县). При империи Северная Вэй в 386 году он был переименован в Юай (石艾县). В 448 году уезд был расформирован, но затем создан вновь. При империи Тан в 742 году уезд был переименован в Гуанъян (广阳县).
При империи Сун в 977 году был образован Пиндинский военный округ (平定军), и уезд был переименован из Гуанъян в Пиндин. При чжурчжэньской империи Цзинь в 1162 году военный округ был преобразован в область Пиндин (平定州). Во времена монгольского правления в 1265 году структуры уезда были расформированы, и эти территории стали управляться напрямую областью. При империи Цин в 1724 году область Пиндин получила статус «непосредственно управляемой области» (平定直隶州).
После Синьхайской революции в Китае была проведена реформа административного деления, в ходе которой области были упразднены, а на землях, напрямую управлявшихся областными структурами, был вновь создан уезд Пиндин.
В 1947 году из уезда Пиндин был выделен город Янцюань.
В 1949 году был образован Специальный район Юйцы (榆次专区), и уезд вошёл в его состав. В 1958 году Специальный район Юйцы был переименован в Специальный район Цзиньчжун (晋中专区); при этом уезд Пиндин был присоединён к городу Янцюань. В 1961 году уезд Пиндин был воссоздан.
В 1970 году Специальный район Цзиньчжун был переименован в Округ Цзиньчжун (晋中地区).
В 1983 году постановлением Госсовета КНР город Янцюань, а также уезды Пиндин и Юйсянь округа Цзиньчжун были объединены в городской округ Янцюань.

## Административное деление
Уезд делится на 8 посёлков и 2 волости.